# Гурково
Вижте пояснителната страница за други значения на Гурково.
Гу̀рково е град в Южна България. Той се намира в Старозагорска област и е в близост до град Николаево. Градът е административен център на община Гурково. По данни на ГРАО към 15 юни 2023 г. в града живеят 3022 души по настоящ адрес и 3117 души по постоянен адрес.
През 19 век има двойно име Хайнито, (също Хаиното или Хаинето), откъдето произлиза името на прохода Хаинбоаз, и Колупчии. През 1906 г. е преименувано от Колупчии на Гурково, а между 1940 и 1947 г. е Генерал Гурково. 
На изток градът  с община Твърдица, на запад с община Николаево, на юг с община Нова Загора, на север с община Велико Търново и на североизток с община Елена.

## География
Общината се намира в Централна България, заключена между Стара планина и Средна гора, в източния край на Розовата долина. През територията на общината преминават 2 реки – Радова и Лазова. На нейна територия също се намира яз. „Жребчево“, подходящ за риболов, къмпинг, почивка и разтуха.
През територията на общината преминават:
Първокласен път – І – 6 СОФИЯ-КАЗАНЛЪК – ГУРКОВО - БУРГАС, който се дублира с ж.п. линия „София – Бургас„
През територията на общината преминават:
Първокласен път – І – 6 СОФИЯ-КАЗАНЛЪК – ГУРКОВО - БУРГАС, който се дублира с ж.п. линия „София – Бургас„
Път – II -55 – РУСЕ – ВЕЛИКО ТЪРНОВО – ГУРКОВО -СВИЛЕНГРАД –/ Проход на Републиката/.

## История
Гурково е старо селище. За него се споменава за първи път в турски регистър от 1450 година.
Най-старото българско име на селището е Колупчии, от турската дума "колъкчиян", което значи пост, стража, караулно селище. По-късно по време на турското робство започва да се нарича Хаинето /Хаинкьой/, по името на Хайн-боаз, което ще рече предателски, коварен проход.
Именно през годините на робството са написани едни от най-славните страници от неговата история. Героичните подвизи на народния хайдутин – войводата Генчо Къргов срещу поробителите, на сподвижниците на Левски – Никола Веранов и Стоян Груйчев, взели участие в Старозагорското въстание през 1875 год, а по-късно превели през Хайнбоазкия проход отряда на генерал Гурко, ще останат завинаги в паметта на признателните поколения.
В знак на признателност към големия руски пълководец, донесъл освобождението на хайнчани на 14 юли 1877 год., те преименуват макар и по-късно през 1906 год., своето село на името на генерал Гурко – с. Гурково.
От 1940 до 1947 селището e Генерал Гурково, а след 1947 год. до наши дни – отново Гурково, като от 4 септември 1974 година Гурково е обявено за град.

## Население
Численост на населението според преброяванията през годините:
| \| Година на преброяване \| Численост \| \| --------------------- \| --------- \| \| 1934 \| 1355 \| \| 1946 \| 1464 \| \| 1956 \| 2360 \| \| 1965 \| 3022 \| \| 1975 \| 3063 \| \| 1985 \| 3277 \| \| 1992 \| 3246 \| \| 2001 \| 3029 \| \| 2011 \| 2772 \| \| 2021 \| 2519 \| |           |
| Година на преброяване | Численост |
| 1934 | 1355      |
| 1946 | 1464      |
| 1956 | 2360      |
| 1965 | 3022      |
| 1975 | 3063      |
| 1985 | 3277      |
| 1992 | 3246      |
| 2001 | 3029      |
| 2011 | 2772      |
| 2021 | 2519      |

Етническият състав включва 2007 българи и 626 цигани.

## Религии
Гражданите на Гурково са православни християни по традиция. Към 2000 г. църквата в градчето е реставрирана.

## Икономика
Най-голямото предприятие в града е „Булметал“, което се занимава с изработката на метални кутии, флакони и т.н. Важно място в икономиката на града заемат и дърводобивът и дървообработката, като част от суровия дървен материал се изнася за чужбина. Има държавно горско стопанство.

## Обществени институции
- Читалище „Войвода Генчо Къргов“
- СУ „Христо Смирненски“
- Общинска администрация Гурково
- Детска Градина „Латинка"

## Забележителности

### Музеи
- Музей на магарето.

### Паметници
- Паметник на Генерал Гурко
- Паметник на жителите на тогавашното село Колупчии, дали живота си по време на балканските войни
- Паметник на Войвода Генчо Къргов
- Паметна плоча по повод Освобождението
- Мемориален комплекс "Трети март", открит на 3 март 2024 година (на мястото на историческия знак, отбелязващ преминаването на ген. Гурково край селището) - възстановен от Община Гурково и доброволци

### Статуи
- Каменна статуя на Дева Мария

## Редовни събития
На 4 септември 1974 г. село Гурково е обявено за град. Денят е празник на града.
Фестивалът Балканът пее и разказва се провежда на ротационен принцип в балканските градове Елена, Дряново, Котел, Трявна, Твърдица и Гурково. През 2024 година  на 15 юни Гурково бе домакин на 50-ото издание, стартирало за първи път в град Елена.
Ежегодно се провежда  Биорали с магарешки каручки. Преди 10 ноември 1989 г. забавното състезание се провежда на 9 и 10 септември, когато се организира и традиционен събор, празник на градчето. След промените ралито се провежда около датата 4 септември.
Празник на розата - Гурково се провежда в периода на цъфтежа на етерично-маслената култура.

## Личности
- Генчо Къргов, войвода на хайдушка чета (*1803 – †1883) a)
- Радослав Атанасов - най-добрия фризьор в областа
- Стефан Николов Заралията (†1876) – поборник от четата на Таньо войвода.
- Веселин Куртев – художник
- Илия Тодоров – художник
- Иван Цонев – кинооператор и режисьор (12.09.1931 - †3.12.2023)
- Ясен Цонев - фотограф и оператор, син на Иван Цонев
- Стоян Богданов – историк, бивш преподавател във ВТУ.
- Петър Мирихин – потомък на избягал от Русия белогвардеец; фамилията Мирихини е спомената в романа „Тихият Дон“.
- Маргарита Михнева – журналистка, гурковска снаха (бивш съпруг Петър Михнев)
- Жана Жекова – моден дизайнер
- Иван Раднев – световен вицешампион по борба от Тампере през 1994, днес известен треньор и мениджър, който живее в САЩ, но  е роден и израсъл в Гурково. Българинът е удостоен с приз за треньор №1 на САЩ за 2009,  натоварен  е днес с трансформацията на класическия стил в САЩ от юношеската борба до световното и олимпийско ниво. Почетен гражданин на Гурково.
- Кольо Атанасов Колев -  най-крупният работодател в региона за осигуряване на работа на немалка част от населението в дружеството му  „Булметал“ АД. Допринесъл е  за трайния и устойчив растеж на община Гурково, посредством дейността си в областта на недвижимите имоти и земеделието. Благодарение действията на Кольо Атанасов, град Гурково се  прочу в цяла България, както и извън пределите на страната. Именно, като признание за неговото дело като най-големия и успешен предприемач на територията на община Гурково, приноса му за развитието  й и като знак на уважение към него, Общинският съвет прие предложението на кмета  и на Инициативен комитет от представители на Сдружение „Хайдушка чета Генчо Къргов - град Гурково“ и група граждани да бъде  удостоен с високото отличие „Почетен гражданин на град Гурково“.
- Петър Михнев – спортен деец
- Стоян Петров – певец, участник в Music Idol
- Златомир Иванов (Златко Баретата)
- Митю Митев (Мутата) - професионален боксьор